# Vakman
Een vakman (meervoud: vakmannen, vaklui of vaklieden) of vakvrouw (meervoud: vakvrouwen) (algemeen meervoud ook: vakmensen) is iemand die zich bekwaamd heeft in een of slechts enkele activiteiten binnen zijn of haar vakgebied. Hij of zij verstaat het vak, zoals het heet in het spraakgebruik. Het gaat in het algemeen om ambachten die al eeuwen worden uitgeoefend. In de tijd van de gilden kwamen de leerlingen bij een meester (bijvoorbeeld een meestertimmerman) in de leer. Vervolgens kon men daar gezel worden en uiteindelijk meester.
Ook in de 20e en 21e eeuw worden het betreffende vak en de daarvoor benodigde vaardigheden vooral in de praktijk geleerd. In de opleidingsperiode volgt de leerling in Nederland meestal een dag of dagdeel per week theorie aan een roc of een ander opleidingsinstituut, naast een stage.
Voorbeelden van ambachtsberoepen:
- bakker
- glasblazer
- hovenier
- loodgieter
- mandenvlechter
- metselaar
- molenaar
- pottenbakker
- rentmeester
- slager
- smid
- timmerman
- tinnegieter
- touwslager